# Pięciobój nowoczesny na Igrzyskach Europejskich 2023
Pięciobój nowoczesny na Igrzyskach Europejskich 2023 rozgrywany był w dniach 25 – 29 czerwca i 1 lipca 2023 roku na terenie Akademii Wychowania Fizycznego im. Bronisława Czecha w Krakowie. W rywalizacji wzięło udział 216 zawodników z 20 krajów.

## Konkurencje
Kobiety
- indywidualnie

Mężczyźni
- indywidualnie

W skład pięcioboju nowoczesnego wchodzą:
- szermierka szpadą
- pływanie (200 m stylem dowolnym)
- jazda konna (skoki przez przeszkody)
- bieg przełajowy (3 km) ze strzelaniem (pistolet)

## Kwalifikacje
| Mężczyźni | Mężczyźni | Mężczyźni | Mężczyźni |
| Razem     |           |           |           |
| --------- | --------- | --------- | --------- |

| Kobiety | Kobiety | Kobiety | Kobiety |
| Razem   |         |         |         |
| ------- | ------- | ------- | ------- |

## Medaliści i medalistki
| Konkurencja             | Złoto           | Srebro        | Brąz            |
| Kobiety indywidualnie   | Alice Sotero    | Laura Heredia | Olivia Green    |
| Kobiety drużynowo       | Niemcy          | Litwa         | Węgry           |
| Mężczyźni indywidualnie | Giorgio Malan   | Joseph Choong | Csaba Bőhm      |
| Mężczyźni drużynowo     | Wielka Brytania | Francja       | Włochy          |
| Mikst                   | Czechy          | Węgry         | Wielka Brytania |

## Tabela medalowa
*   Gospodarz ( Polska)
| Miejsce | Reprezentacja   | Złoto | Srebro | Brąz | Razem |
| ------- | --------------- | ----- | ------ | ---- | ----- |
| 1       | Włochy          | 2     | 0      | 1    | 3     |
| 2       | Wielka Brytania | 1     | 1      | 2    | 4     |
| 3       | Czechy          | 1     | 0      | 0    | 1     |
| 3       | Niemcy          | 1     | 0      | 0    | 1     |
| 5       | Węgry           | 0     | 1      | 2    | 3     |
| 6       | Litwa           | 0     | 1      | 0    | 1     |
| 6       | Francja         | 0     | 1      | 0    | 1     |
| 6       | Hiszpania       | 0     | 1      | 0    | 1     |
| Razem   | Razem           | 5     | 5      | 5    | 15    |